# Slow (film)
Pour les articles homonymes, voir Slow (homonymie).
Pour plus de détails, voir Fiche technique et Distribution.
Slow est un film lituanien écrit et réalisé par Marija Kavtaradze et sorti en 2023.
Il s'agit d'un film dramatique romantique explorant les thèmes de la proximité et de l'intimité dans une relation qui défie les stéréotypes et les définitions simples et conventionnelles du couple.
Le film connait sa première mondiale en janvier 2023 au Sundance Film Festival et sa première européenne au festival Karlovy Vary en juillet 2023.

## Synopsis
La danseuse Elena, interprétée par Greta Grinevičiūtė, et l'interprète en langage des signes Dovydas, interprété par Kęstutis Cicėnas, se rencontrent et se plaisent. Elle est passionnée, il est très amoureux mais aussi asexuel : alors qu'ils se lancent dans cette nouvelle relation, ils doivent trouver comment construire leur propre type d'intimité.

## Fiche technique
- Titre international : Slow

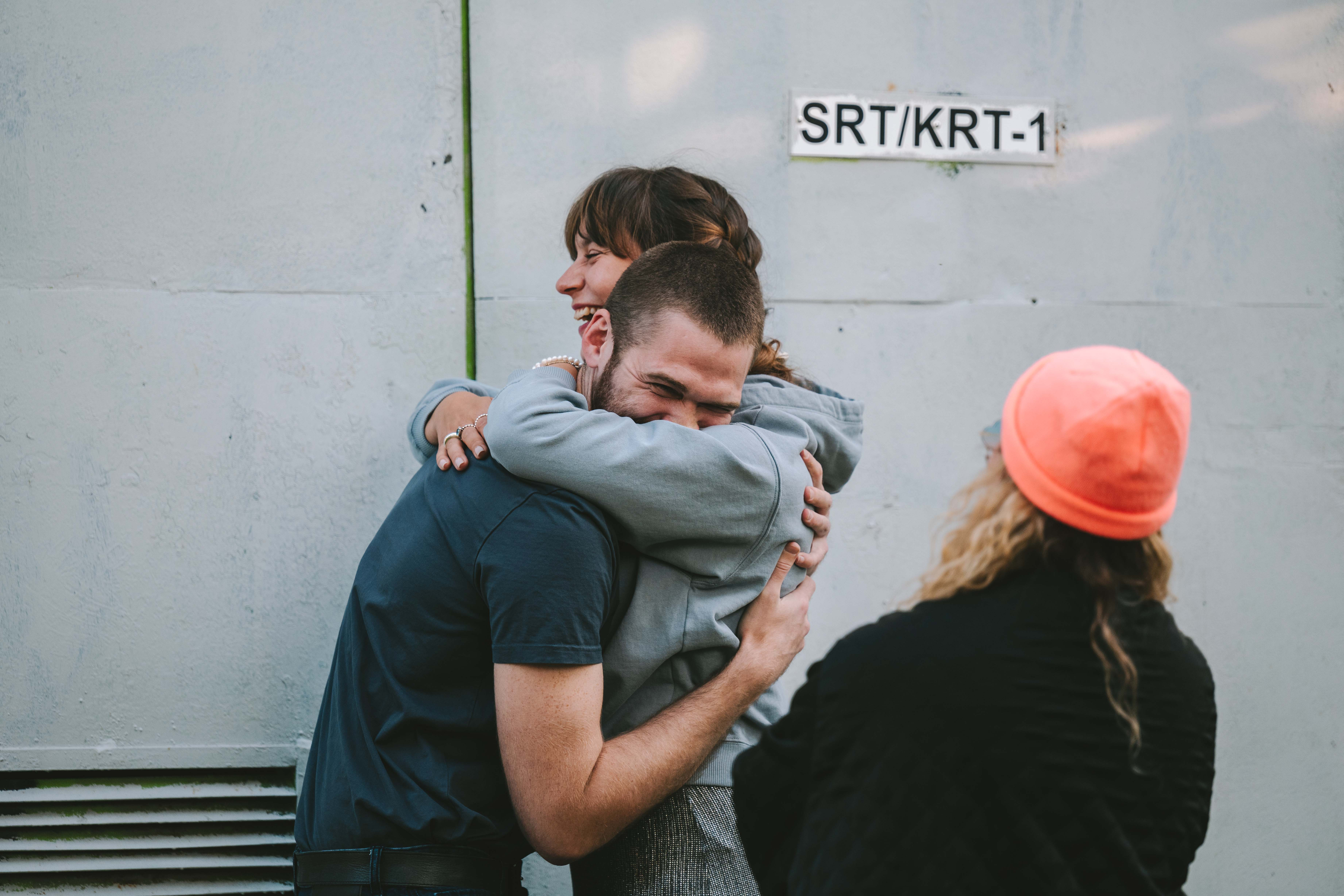
Marija Kavtaradze, Greta Grineviciute et Kestutis Cicenas en répétition sur le plateau du film.

- Titre original : Tu man nieko neprimeni[6]
- Réalisation : Marija Kavtaradze
- Scénario : Marija Kavtaradze
- Photographie : Laurynas Bareisa
- Montage : Silvija Vilkaite
- Musique : Irya Gmeyner, Martin Hederos, Vincent Barrière
- Chorégraphie : Anna Vnuk
- Costumes : Fausta Naujale
- Décors : Justinas Pocius, Rūta Petronytė
- Production : Marija Razgutė
  - Productrice associée : Brigita Beniušytė
  - Coproduction : Luisa Romeo, Anna-Maria Kantarius
- Sociétés de production : M-Films, Frida Films, Garagefilm International AB, Film Stockholm[7]
- Société de distribution : Totem Films, Outplay Films (France)[8]
- Pays de production : Lituanie, Espagne, Suède
- Langue originale : lituanien
- Format : couleur
- Genre : drame
- Durée : 108 minutes
- Dates de sortie :
  - États-Unis : 22 janvier 2023 (Festival du film de Sundance)
  - République Tchèque : 2 juillet 2023 (Festival du Film de Karlovy Vary)
  - France : 6 août 2025[8]

## Distribution
- Greta Grineviciute : Elena
- Kestutis Cicenas : Dovydas
- Pijus Ganusauskas : Vilius
- Laima Akstinaite : Viktorija
- Vaiva Zymantaite : Vilte
- Mantas Barvicius : Jokubas
- Rimante Valiukaite : Mère d'Elena

## Production

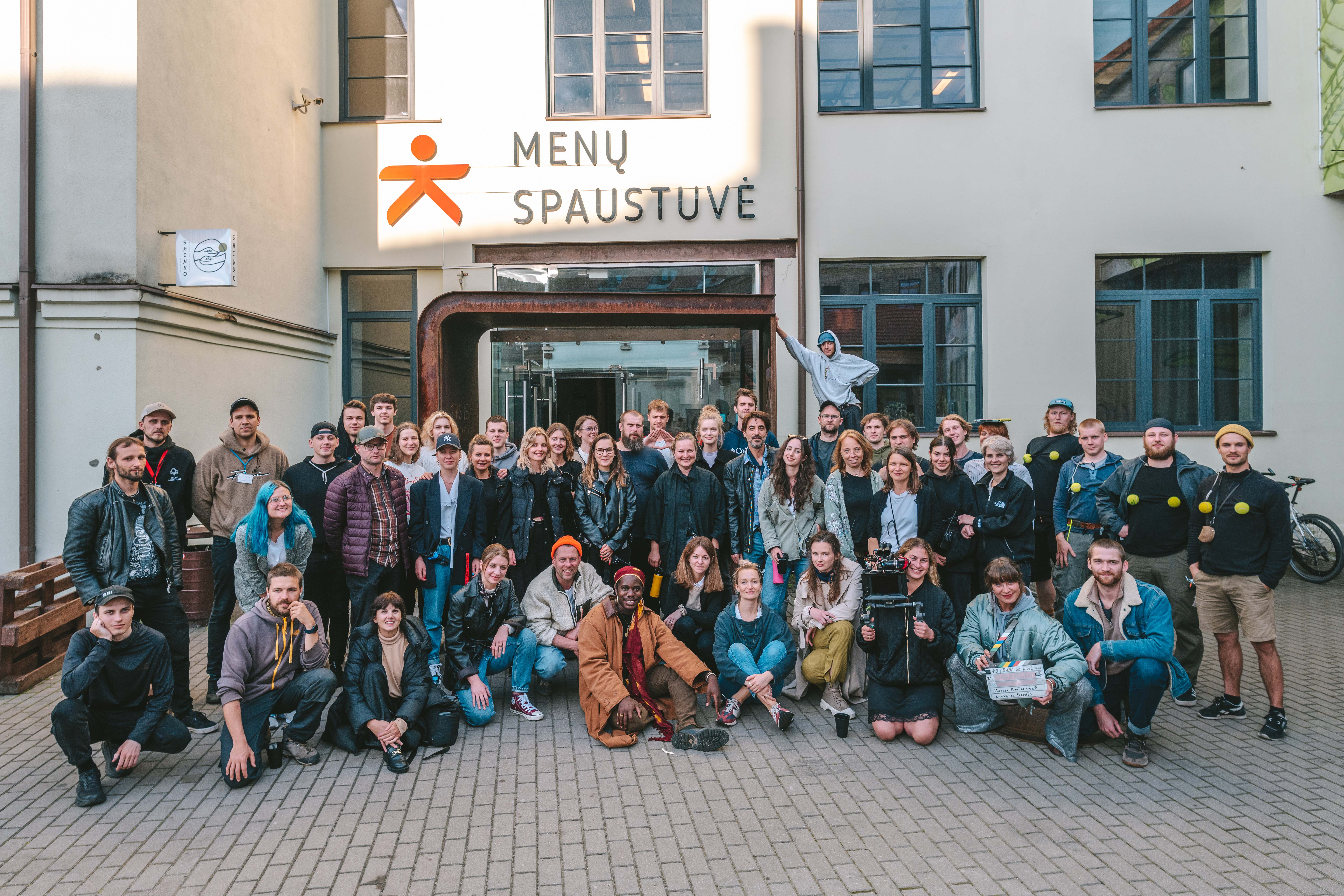
L'équipe complète du tournage du film, le 15 juin 2022.

Le film est écrit et réalisé par Marija Kavtaradze, diplômée en réalisation de films de l'Académie lituanienne de musique et de théâtre en 2014. Slow est son deuxième long métrage après Summer Survivors,, deuxième collaboration avec la productrice Marija Razgutė et la société de production M-Films.
Le film est présenté le 22 janvier 2023 en première mondiale au Sundance Film Festival.

## Réception
Le film a été globalement très bien accueilli par la critique. Il recueille 94 % de critiques positives, avec un score moyen de 7/10 et sur la base de 16 critiques collectées, sur le site internet Rotten Tomatoes.

## Récompenses et nominations
- Festival du film de Sundance 2023 : Prix de la mise en scène (Marija Kavtaradze) et nomination au World Cinema Dramatic Competition (Marija Kavtaradze)[14]
- Festival du film d'Atlántida 2023 : Nomination au Grand Prix du Jury
- Prix du cinéma européen 2023 : Nomination au Grand Prix du Jury[15]